# Paleopathologie
Paleopathologie (paleo, oud; pathologie: ziekteleer) is de wetenschap die de ziektegeschiedenis van een dier of mens voor en na diens dood probeert te achterhalen aan de hand van het resterende oude of fossiele materiaal. Voorbeelden zijn groei, mineralisatie, toestand, erosie, trauma, van en sporen op het materiaal.
Bijvoorbeeld kunnen tezamen gevonden verzamelingen van botten geanalyseerd worden om te zien welk dier ze gevangen en opgegeten heeft. Daarvoor is het nodig om te bezien wat er met het materiaal na de dood van de dieren is gebeurd.
In een ander geval vertelt de opbouw van een bot vaak wat en hoeveel een dier te eten heeft gevonden toen het nog leefde. Er zijn momenteel aanzetten om de minerale omgeving van bijvoorbeeld gemineraliseerde resten chemisch te analyseren op hun biologische markers.